# ST Engineering
Singapore Technologies Engineering Ltd, яка веде бізнес як ST Engineering, є сінгапурською багатонаціональною технологічною та інженерною групою в аерокосмічній сфері, а також у секторах оборони та громадської безпеки . Група зі штаб-квартирою в Сінгапурі повідомила про дохід у 7,7 мільярда сінгапурських доларів у 2021 фінансовому році, що входить до числа найбільших компаній, зареєстрованих на Сінгапурській біржі, і є єдиною з найбільших оборонних та інженерних груп Азії . ST Engineering нараховує близько 23 000 співробітників по всьому світу, причому дві третини співробітників займаються посадами інженерів і технологій . 
ST Engineering описує себе як одного з найбільших у світі постачальників послуг з технічного обслуговування, ремонту та капітального ремонту літаків цивільної авіації . Понад 50% обороту групи припадає на цивільні товари та послуги .